# Scenopinus stephanos
Scenopinus stephanos är en tvåvingeart som beskrevs av Shaun L. Winterton 2008. Scenopinus stephanos ingår i släktet Scenopinus och familjen fönsterflugor. Inga underarter finns listade i Catalogue of Life.